# Ilex nanningensis
Ilex nanningensis är en järneksväxtart som beskrevs av Hand.-mazz. Ilex nanningensis ingår i släktet järnekar, och familjen järneksväxter. Inga underarter finns listade i Catalogue of Life.